# Spring Boot
Spring Boot est un framework Java open source basé sur Spring et utilisé pour la programmation d'applications autonomes avec un ensemble de bibliothèques qui facilitent le démarrage et la gestion des projets.

## Description
Spring Boot est une extension du framework Spring basée sur le principe de convention plutôt que configuration, conçue pour aider à minimiser les préoccupations liées à la configuration lors du développement d'applications Spring.
Les projets Spring Boot sont générés avec une configuration et des bibliothèques tierces sélectionnées par défaut.
Spring Boot peut être utilisé pour créer des microservices, des applications Web ou encore des applications consoles et peut être initialisé via Spring Inizializr.